# Stesilea
Stesilea – rodzaj chrząszczy z rodziny kózkowatych i podrodziny zgrzypikowych. 

## Zasięg występowania
Przedstawiciele tego rodzaju występują na wyspach Archipelagu Malajskiego.

## Systematyka
Do Stesilea należy 8 gatunków:
- Stesilea borneotica
- Stesilea celebensis
- Stesilea gracilis
- Stesilea inornata
- Stesilea laevifrons
- Stesilea prolata
- Stesilea truncata
- Stesilea tuberculata